# プラティーク・バッバル
プラティーク・バッバル（Prateik Babbar、1986年11月28日 - ）は、インドのヒンディー語映画で活動する俳優。

## 生い立ち
ラージ・バッバルとスミター・パーティルの息子として生まれる。スミターはプラティークを出産した1か月後に合併症で死去しており、ムンバイの母方の祖父母に育てられた。プラティークによると父ラージとの関係は険悪なのもだったが、成人するころに和解したという。義理の母にナディラ・バッバルがおり、異母兄にアーリヤ・バッバル、異母姉妹にジュヒー・バッバルがいる。

## キャリア

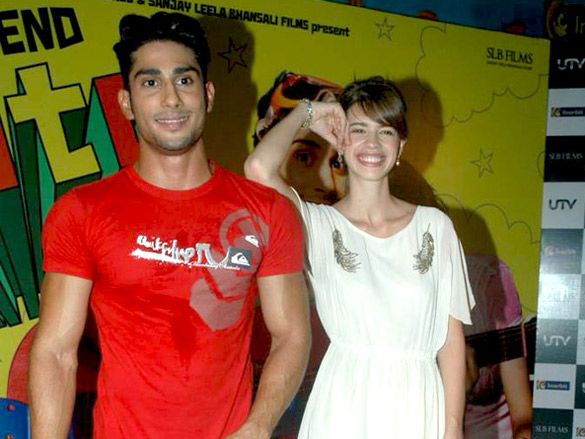
プラティーク・バッバルとカルキ・ケクラン（2011年）

プラティークは俳優になる以前にプララド・カッカルの元で1年間プロダクション・アシスタントとして働き、同時にキットカットなど複数の企業の広告に出演した。
2008年に『君が気づいていなくても』で俳優デビューし、ジェネリア・デソウザ、イムラン・カーンと共演した。プラティークはジェネリアの弟役を演じ、彼の演技は批評家から絶賛され多くの映画賞を受賞しており、第54回フィルムフェア賞では特別賞を受賞し、新人男優賞と助演男優賞にノミネートされた。
2011年に4本の映画に出演し、キラン・ラオが監督した『ムンバイ・ダイアリーズ』は海外の映画祭で上映され高い評価を得た。ローハン・シッピーが監督した『Dum Maaro Dum』ではアビシェーク・バッチャン、ラーナー・ダッグバーティと共演し、プラカーシュ・ジャーが監督した『留保制度 インドvsインド』ではアミターブ・バッチャン、ディーピカー・パードゥコーンと共演した。その後、2012年に『Ekk Deewana Tha』、2013年に『Issaq』で主役を務めたが、興行的には失敗している。2014年には『Auroni Taukhon』でベンガル語映画デビューし、パオリ・ダムと共演した。
一時期薬物依存とアルコール依存に陥り、ムンバイのリハビリセンターでカウンセリング治療を受け、回復後にジェフ・ゴールドバーグ・スタジオの演技学校に通いメソッド演技法を学んだ。卒業後に短編映画『The Guitar』に出演し、2015年にサンダンス映画祭で上映された『Umrika』に出演して長編映画に復帰した。2018年にタイガー・シュロフ、ディシャ・パタニと共演した『タイガー・バレット』で商業映画に復帰し、続けて『Mulk』『Mitron』に出演した。2019年にはニテーシュ・ティワーリーの『きっと、またあえる』で主人公たちの学生時代のライバルであるラギー役を演じ、2020年にはA・R・ムルガダースの『ダルバール 復讐人』でラジニカーントと共演している。

## 私生活
2011年からエイミー・ジャクソンと交際していたが、2012年に破局が報じられた。2019年に大衆社会党ラクナウ支部長パワン・サーガルの娘サニヤ・サーガルと結婚したが、2023年1月に離婚している。その後、2024年1月に交際相手のプリヤー・バナルジーとの婚約を発表した。

## フィルモグラフィー

### 映画

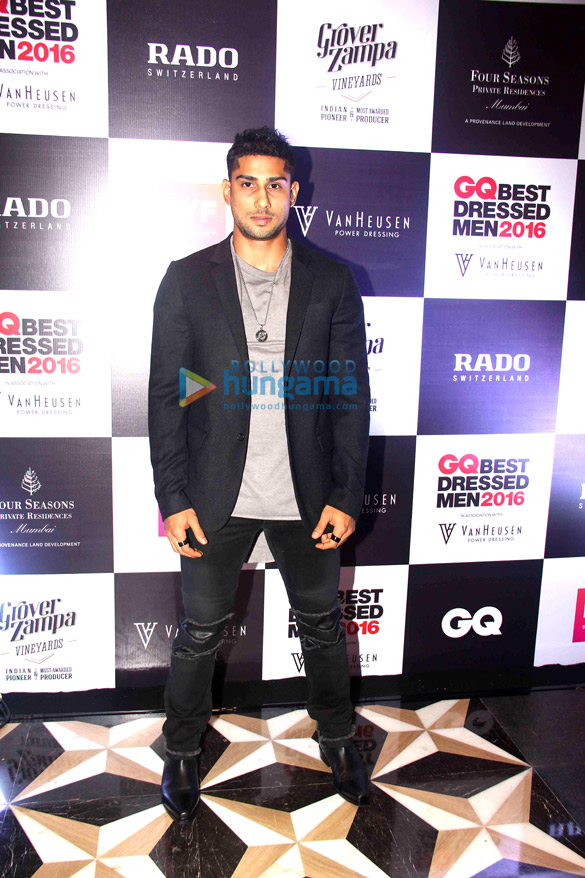
プラティーク・バッバル（2016年）

- 君が気づいていなくても（英語版）（2008年）
- ムンバイ・ダイアリーズ（2011年）
- Dum Maaro Dum（2011年）
- 留保制度 インドvsインド（2011年）
- My Friend Pinto（2011年）
- Ekk Deewana Tha（2012年）
- Issaq（2013年）
- Auroni Taukhon（2014年）
- Umrika（2015年）
- Aroni Tokhon（2017年）
- タイガー・バレット（2018年）
- Mulk（2018年）
- Mitron（2018年）
- きっと、またあえる（2019年）
- Yaaram（2019年）
- ダルバール 復讐人（英語版）（2020年）
- The Power（2021年）
- Mumbai Saga（2021年）
- Bachchhan Paandey（2022年）
- India Lockdown（2022年）
- Cobalt Blue（2022年）

### テレビシリーズ
- Four More Shots Please!（2019年）
- The Kapil Sharma Show（2023年）

### ウェブシリーズ
- Shockers（2019年）
- Four More Shots Please!（2019年）
- Chakravyuh – An Inspector Virkar Crime Thriller（2021年）
- Hiccups and Hookups（2021年）